# 36782 Okauchitakashige
36782 Okauchitakashige este un asteroid din centura principală de asteroizi.

## Descriere
36782 Okauchitakashige este un asteroid din centura principală de asteroizi. A fost descoperit pe 20 septembrie 2000 la Bisei Spaceguard Center în cadrul programului BATTeRS. Asteroidul prezintă o orbită caracterizată de o semiaxă mare de 2,64 ua, o excentricitate de 0,19 și o înclinație de 10,4° în raport cu ecliptica.